# Web Services Description Language
Web Services Description Language (WSDL) – oparty na XML język do definiowania usług sieciowych umożliwiających automatyczną komunikację, czyli przesyłanie danych pomiędzy systemami teleinformatycznymi.
Opracowany został przez Microsoft i IBM.
Język opisuje protokoły i formaty używane przez usługi sieciowe. Opisy WSDL mogą być umieszczane w rejestrze UDDI – kombinacja WSDL i UDDI ma się przyczynić do promocji rozwiązań usług internetowych.
WSDL wykorzystuje język XML do opisu punktów dostępu do usług internetowych. Język WSDL definiuje zestaw kilku struktur XML pozwalających na pełny opis usług (struktury danych wymienianych z usługą, sposób połączenia z usługą, najczęściej HTTP).